# 貝爾納波·維斯孔蒂
貝爾納波·維斯孔蒂（Bernabò Visconti，1323年—1385年12月19日），米蘭領主（1354—1385），維斯孔蒂家族的成員。

## 女兒
- 塔迪婭·維斯孔蒂（英语：Taddea Visconti）
- 薇里迪絲·維斯孔蒂（英语：Viridis Visconti）
- 安東妮亞·維斯孔蒂
- 瓦倫蒂娜·維斯孔蒂
- 卡特琳娜·維斯孔蒂（英语：Caterina Visconti）
- 阿格尼絲·維斯孔蒂（英语：Agnese Visconti）
- 瑪達列娜·維斯孔蒂
- 安格蕾希婭·維斯孔蒂
- 埃莉莎貝塔·維斯孔蒂
- 露琪婭·維斯孔蒂